# Donauisar Klinikum
Das DONAUISAR Klinikum ist ein Zusammenschluss der früheren Krankenhäuser in Deggendorf, Dingolfing und Landau (jeweils Niederbayern) im Jahr 2012.

## Trägerschaft
Gemeinsame Träger sind die Landkreise Deggendorf und Dingolfing-Landau.

## Leitungsgremien
Die Leitung des Klinikverbundes obliegt dem Vorstand, bestehend aus zwei Personen. Der Verwaltungsrat wirkt als Kontroll- und Beratungsorgan des Vorstandes. Die Landräte der beiden Trägerkreise sind Vorsitzender bzw. stellvertretender Vorsitzender des Verwaltungsrats.

## Profil

### Standort Deggendorf
- Lehrkrankenhaus der Universität Hannover
- 480 Betten
- 22 Fachabteilungen, darunter Chirurgie, Orthopädie, Frauenklinik, Innere Medizin, Urologie, Neurologie, Palliativmedizin, Onkologie, Anästhesie, Intensivmedizin, Kinder- und Jugendmedizin
- Ca. 22.000 stationäre und 53.000 ambulante Patienten pro Jahr
- Ca. 265 Ärzte, 650 Pflegekräfte und 130 Therapeuten

### Standort Dingolfing
- 110 Betten
- 13 Fachabteilungen, darunter Chirurgie, Orthopädie, Frauenklinik, Innere Medizin, Anästhesie und Intensivmedizin
- Ca. 7000 stätionäre und 15.000 ambulante Patienten pro Jahr
- Ca. 75 Ärzte, 140 Pflegekräfte und 30 Therapeuten

### Standort Landau
- 110 Betten
- 10 Fachabteilungen, darunter Chirurgie, Pneumologie, Innere Medizin und Schmerzmedizin
- Ca. 3500 stationäre und 4000 ambulante Patienten pro Jahr
- Ca. 65 Ärzte, 124 Pflegekräfte und 22 Therapeuten